# Jasenova (Kolašin)
Pour les articles homonymes, voir Jasenova.
Jasenova (en serbe cyrillique : Јасенова) est un village du centre du Monténégro, dans la municipalité de Kolašin.

## Démographie

### Évolution historique de la population
| 1948 | 1953 | 1961 | 1971 | 1981 | 1991 | 2003 |
| ---- | ---- | ---- | ---- | ---- | ---- | ---- |
| 63   | 80   | 156  | 83   | 47   | 52   | 35   |